# The Uncanny X-Men (videogioco)
The Uncanny X-Men, a volte chiamato Marvel's X-Men, è un videogioco d'azione sviluppato e pubblicato dalla LJN esclusivamente per NES nel 1989. Il videogioco, uscito soltanto in America è ispirato alla serie di fumetti X-Men della Marvel.

## Modalità di gioco
Nel videogioco, il giocatore controlla numerosi personaggi di X-Men, ognuno dotato di speciali poteri, per completare una serie di missioni. I poteri di ogni singolo personaggio si dimostreranno utili in alcune particolari missioni. Per esempio, il raggio laser degli occhi di Ciclope si rivelerà utile nel livello ambientato nella fabbrica. Il gioco permette sia la modalità singolo giocatore che multiplayer. I personaggi giocabili disponibili sono Wolverine, Ciclope, Tempesta, Colossus, Nightcrawler e Uomo Ghiaccio. Ci sono cinque boss di fine livello: Boomerang, Sabretooth, Juggernaut, Emma Frost e Magneto.
Ogni personaggio è dotato di attacchi illimitati (o un pugno o una specie di proiettile) ed una mossa speciale, utilizzabile soltanto quando la barra di energia è al massimo, che però potrebbe uccidere il personaggio stesso se usata male. Nel videogioco il giocatore deve utilizzare il proprio personaggio per farsi strada nel livello per poter arrivare al boss finale, ed in alcuni casi sarà necessario raccogliere alcuni oggetti per concludere il livello. Dopo che il boss è stato sconfitto, il giocatore dovrà portare velocemente il proprio personaggio all'inizio del livello, prima che una bomba distrugga tutto. In totale ci sono cinque missioni: "Practice", "Future City Street Fight", "Search And Destroy The Robot Factory", "Subterranean Confrontation" e "Battle Through A Living Starship".